# Saison 6 de FBI : Portés disparus
Chronologie
Saison 5 Saison 7
Cet article présente les résumés des épisodes de la sixième saison de la série télévisée FBI : Portés disparus (Without a Trace).

## Distribution

### Acteurs principaux
- Anthony LaPaglia (VF : Michel Dodane) : John Michael « Jack » Malone
- Marianne Jean-Baptiste (VF : Pascale Vital) : Vivian « Viv » Johnson
- Poppy Montgomery (VF : Rafaele Moutier) : Samantha « Sam » Spade
- Enrique Murciano (VF : Olivier Jankovic) : Danny Taylor, né Alvarez
- Eric Close (VF : Guillaume Lebon) : Martin Fitzgerald
- Roselyn Sanchez (VF : Laëtitia Lefebvre) : Elena Delgado

### Acteurs récurrents
- James Marsters : détective Grant Mars[1] (épisodes 1, 2, 9 et 12)
- William Petersen : Gil Grissom (épisode 6)
- Henry Thomas : Franklin Romar[1] (épisodes 9 et 13)
- Bill Smitrovich : Alexander Olczyk (épisodes 14 et 18)
- Nikki Deloach : Lacey Morgan (épisode 16)
- Linda Hunt (VF : Marie-Martine) : Dr Clare Bryson (épisodes 17 et 18)
- Haley Ramm (Jennifer Long)

## Généralités
Cette saison a été réduite à 18 épisodes à la suite du déclenchement de la grève de la Writers Guild of America de 2007.

## Épisodes

### Épisode 1:Les enfants perdus
- États-Unis : 27 septembre 2007 sur CBS[2]

- Brian Bloom	(Christopher Douglas)
- Tamara Braun (Kate Douglas)
- James Marsters (Detective Grant Mars)
- Adetokumboh M'Cormack (Isaac Garang)
- Nelsan Ellis (Deng Nimieri)
- Adam Rose (Todd / Brad)
- Haley Ramm (Jen Long)
- Nick Wechsler (Joe Giusti)
- Hudson Thames (Jay Douglas)
- Chad Gabriel (Dwight Feeney)

### Épisode 2:Le nettoyeur
- États-Unis : 4 octobre 2007 sur CBS

- Matthew Glave (Leo Cutler)
- Nina Siemaszko (Celia Cutler)
- Stefanie Black (Hannah Cutler)
- Jordan Masterson (Jay Pastorfield)
- Chase Ryan Jeffery (Sean)
- Monique Gabriela Curnen (Arona Santa Cruz)
- Michael Milhoan (Kurt Woodson)
- Heather Hemmens (Freddy)

### Épisode 3:La fin et les moyens
- États-Unis : 11 octobre 2007 sur CBS

- Lindsay Frost (Christine Woods)
- Camille Guaty (Paula Solis)
- David Starzyk (Will Rogan)
- Tony Todd (Dr. Carl Williams)
- Julio Oscar Mechoso (Francisco Ortega)
- Wilson Jermaine Heredia (Juan)
- Tom Schanley (Richard Griffin)
- Dinah Lenney (Alissa Kline)
- Owen Beckman (Davis)

### Épisode 4:Bavure
- États-Unis : 25 octobre sur CBS

- China Shavers (Rhonda Brewer)
- Dex Elliott Sanders (Wallace Brewer)
- Rashaan Nall (Evan Bingham)
- L. Scott Caldwell (Rev. Anna Washington)
- Seth William Meier (Jim Sheridan)
- Robert Blanche (Det. Lou Chambers)
- Charles Porter (Conan Edwards)
- Ricky Horne Jr. (Kenyon James)
- Gina St. John (Journaliste)

### Épisode 5:La fuite
- États-Unis : 1er novembre 2007 sur CBS

- Beth Riesgraf (Kelly Schmidt)
- Misha Collins (Chester Lake)
- Jeff Hephner (Roy)
- Drew Powell (agent de sécurité)
- Ceciley Jenkins (Maggie Jens)
- Michael Nouri (Byron Carlton)
- Danielle Burgio (Carol)
- James Keane (Dick Garver)
- Gwen Mihok (Pam Posey)
- Adriana DeMeo (Lucy)

### Épisode 6:6 ans de recherche(2epartie)
- États-Unis : 8 novembre 2007 sur CBS

- David Berman (David Phillips)
- Archie Kao (Archie Johnson)
- Liz Vassey (Wendy Simms)
- Kim Beuche (Carmen Davis)
- Brett Coker (Evan Michaels)
- Denis O'Hare (Tom Michaels)
- Dig Wayne (Paul Fournier)
- John Hawkes (Terry Wicker)
- A.J. Noel (Soccer Player)
- Tom Katsis (Bloody Man)
- Anthony Ruivivar (Det. Ruben Bejarano)
- Nicole Cannon (Floor Manager)
- Muse Watson (Station Yard Controller)
- Jasper Cole (Hobo)
- Nathan Gamble (Kobe)
- Sarah Danielle Madison (Gina Farentino)
- Anthony LaPaglia (Jack Malone)
- Poppy Montgomery (Samantha Spade)
- Marianne Jean-Baptiste (Vivian Johnson)
- Enrique Murciano (Danny Taylor)
- Eric Close (Martin Fitzgerald)
- Roselyn Sanchez (Elena Delgado)
- Amy Stewart (Sylvia Wicker)
- Adriana Demeo (Lucy)
- Jenica Bergere (Roxi)
- Ken Lerner (Dr Ron Forsythe)
- Darryl Alan Reid (Thomas Michna)
- David Kelsey (Mr. Polcheck)
- Uly Tinoco (Anjelica)
- Estrella T. Tamez (Anjelica's mother)
- Omar Adam (Uni)
- Matt McTighe (Sheriff)
- Austin Priester (State Trooper)

Un enfant et sa mère sont retrouvés assassinés à coups de marteau. Le FBI intervient car l'affaire est similaire à une affaire d'enlèvement survenue quelques années auparavant. Mais pourquoi le ravisseur aurait-il décidé de tuer l'enfant après tant d'années ?

### Épisode 7:Les racines du mal
- États-Unis : 15 novembre 2007 sur CBS

- États-Unis : 21,68 millions de téléspectateurs

- Nancy McKeon (Gail Sweeney)
- Joe Reegan (Tom Sweeney)
- Kirk B.R. Woller (Jim Sweeney)
- John Bobek (Brian Epstein)
- Paul James (Allen Hayes)
- Simone Moore (Taryn Riggs)
- Jane Cho (Lisa Nakamura)
- Michael Dorn (Nathan Riggs)
- Ty Miller	(agent technique)

### Épisode 8:En cage
- États-Unis : 22 novembre 2007 sur CBS

- États-Unis : 21,68 millions de téléspectateurs

- Jamie Martz (Brett Hendricks)
- Scott William Winters (Don Foster)
- Sunny Mabrey (Keira Jennings)
- Justin Shilton (Clint Treadwell)
- Adam Kaufman (Brian Donovan)
- Georgia Hatzis (Sarah Hendricks)
- James Molina (Mike Zambrano)
- Ron Orbach (Perry Huber)
- Cate Cohen (barmaid)

### Épisode 10:Comptes de Noël
- États-Unis : 13 décembre 2007 sur CBS

- États-Unis : 21,68 millions de téléspectateurs

- Josh Heine (Glen Beckett)
- Lisa Waltz (Monica Beckett)
- Dedee Pfeiffer (Donna)
- Lindsey Haun (Zoe Fuller)
- Meredith Eaton (Brenda Spivak)
- Jim Piddock (Dr. McNeil)
- Jordan Lund (Russell Beeman)
- David Gianopoulos (Armand Mutsakis)
- Steve Tom (Brad Harris)

### Épisode 11:Le privé
- États-Unis : 10 janvier 2008 sur CBS

- États-Unis : 21,68 millions de téléspectateurs

- Danny Nucci (Scott Lucas)
- Aaron Fors (Adam Donegan)
- Stephen Bogardus (Mitch Donegan)
- Valerie Dillman (Nicole Cooper)
- Rob Brownstein (Eli Rudolph)
- Michael Durrell (conseiller Pfeiffer)
- Blake Lindsley (Kim Brooks)
- Hiram Kasten (Art McCormick)
- Danielle Bisutti (Terri Long)

### Épisode 12:Blessures de guerre
- États-Unis : 17 janvier 2008 sur CBS

- États-Unis : 21,68 millions de téléspectateurs

- Erin Chambers (Laura Richards)
- John M. Jackson (Quentin Richards)
- Michael Grant Terry (Daniel Ellerbe)
- Thad Luckinbill (Tim Collier)
- John Eric Bentley (Chris Waters)
- Christopher Curry (en) (Joel Kemper)
- Phillip James Griffith (Malcolm Reyner)
- Rich Sommer (Will Herring)
- Dean Chekvala (Cameron Gaines)

### Épisode 13:Justicier solitaire
- États-Unis : 3 avril 2008 sur CBS

- États-Unis : 21,68 millions de téléspectateurs

- William Ragsdale (Robert Newton)
- Haley Ramm (Jen Long)
- Henry Thomas (Franklin Romar)
- Nick Wechsler (Joe Giusti)
- Michael Kostroff (Dr. Cappell)
- Adriana DeMeo (Lucy)
- Charles Duckworth (Corner Boy)
- Sonalii Castillo (Yvette Joseph)
- Julie Dolan (Sharon Brooks)

### Épisode 14:Rejets
- États-Unis : 10 avril 2008 sur CBS

- États-Unis : 21,68 millions de téléspectateurs

- Daveigh Chase (Diana Reed)
- Bill Smitrovich (Alexander Olczyk)
- Suzanne Cryer (Kathy Reed)
- Adam Kaufman (Brian Donovan)
- D.C. Douglas (Charlie Reed)
- Sam Murphy (Tim Jenkins)
- Jennifer Parsons (Mrs. Jenkins)
- Daniel Samonas (Joe Chippelle)
- Jazz Raycole (Kelli Peters)
- Evan Peters (Craig Baskin)

### Épisode 15:Déjà vu
- États-Unis : 24 avril 2008 sur CBS

- États-Unis : 21,68 millions de téléspectateurs

- Christopher Wiehl (Jay McCann)
- Missy Yager (Kimberly McCann)
- Jacob Fishel (Kevin McCann)
- Robert Pescovitz (Doug Gilbert)
- Haley Ramm (Jen Long)
- Nick Wechsler (Joe Giusti)
- Danielle Bisutti (Terri Long)
- Bree Michael Warner (Beth)
- Nick Stabile (Bruce Meyer)

### Épisode 16:Ticket gagnant
- États-Unis : 1er mai 2008 sur CBS

- États-Unis : 21,68 millions de téléspectateurs

- Sprague Grayden (Paula Reiser)
- Nikki Deloach (Lacey Moran)
- Adam Kaufman (Brian Donovan)
- Conor Dubin (Eliot Reiser)
- Lukas Behnken (en) (Jeff Turner)
- Robert Montano (Paul Perez)
- Chris McGarry (Alex Shaw)
- Adriana DeMeo (Lucy)
- Patricia Bethune (Maureen Russell)

### Épisode 17:Dépannages
- États-Unis : 8 mai 2008 sur CBS

- États-Unis : 21,68 millions de téléspectateurs

- Jason Brooks (Connor Banes)
- Linda Hunt (Dr. Clare Bryson)
- Adam Kaufman (Brian Donovan)
- Amy Sloan (Jill Haber)
- Brianna Brown (Bobby Kruger)
- Joe O'Connor (Nate Simmons)
- Blake Hightower (Michael Grant)
- Mark Houghton (NA Sponsor John)
- Kim Robillard (le père de Banes)
- Joshua Feinman (Frank Mullen)

### Épisode 18:Retour de bâton
- États-Unis : 15 mai 2008 sur CBS

- États-Unis : 21,68 millions de téléspectateurs

- Gil McKinney (Julian Simonson)
- Emily Rose (Anya Simonson)
- Patrick St. Esprit (Bob Clifford)
- Cullen Douglas (Gerald Back)
- Adriana DeMeo (Lucy)
- Victor Warren (Dan Mahoney)
- Lisa Long (Helen Mahoney)
- Lucy Butler (Betty Warren)
- Brynn Thayer (Margaret Clifford)